# Домброва-Болеславецька
Домброва-Болеславецька (пол. Dąbrowa Bolesławiecka, нім. Eichberg) — село в Польщі, у гміні Болеславець Болеславецького повіту Нижньосілезького воєводства.
Населення — 314 осіб (2011).

## Демографія
Демографічна структура станом на 31 березня 2011 року:
|          | Загалом | Допрацездатний вік | Працездатний вік | Постпрацездатний вік |
| -------- | ------- | ------------------ | ---------------- | -------------------- |
| Чоловіки | 158     | 26                 | 118              | 14                   |
| Жінки    | 156     | 32                 | 94               | 30                   |
| Разом    | 314     | 58                 | 212              | 44                   |